# Munții Luzațieni
Munții Luzațieni (în germană Lausitzer Gebirge; în cehă Lužické hory) sînt cel mai vestic masiv din lanțul montan al Sudeților. Se află situați la frontiera dintre Germania și Cehia, în apropiere de frontiera celor două țări cu Polonia. Sînt munți de înălțime joasă (cel mai înalt vîrf atinge 1 012 m), acoperiți cu păduri de conifere și foioase. Renumiți pentru peisajele lor extraordinare și pentru stațiunile balneare, printre care se disting stațiunile germane Oybin și Jonsdorf. 